# 杨有山
杨有山（1906年—1983年），男，辽宁辽阳人，中华人民共和国军事人物，中国人民解放军少将，曾任河北省军区副司令员。